# Mendoza C-1934
La Mendoza C-1934 era una ametralladora ligera similar al fusil automático Browning M1918, fue fabricada en México. Disparaba el cartucho 7 x 57 Mauser, y se alimentaba desde un cargador de 20 cartuchos insertado sobre el cajón de mecanismos.
Rafael Mendoza produjo ametralladoras para el Ejército mexicano desde 1933 y todas han sido conocidas por su ligereza y bajo costo de producción, sin perder su fiabilidad. Empleaban un cilindro, en el cual los gases del disparo impulsan el pistón, cuyo émbolo está conectado a un cerrojo similar al de la ametralladora Lewis a través de dos resaltes que lo hacen moverse y girar. La C-1934 tiene un sistema de desarme simplificado, en el cual se retira un pasador, la culata y se pliega la parte posterior del cajón de mecanismos para poder retirar el cerrojo y el pistón.